# Koninklijk Paleis (Napels)

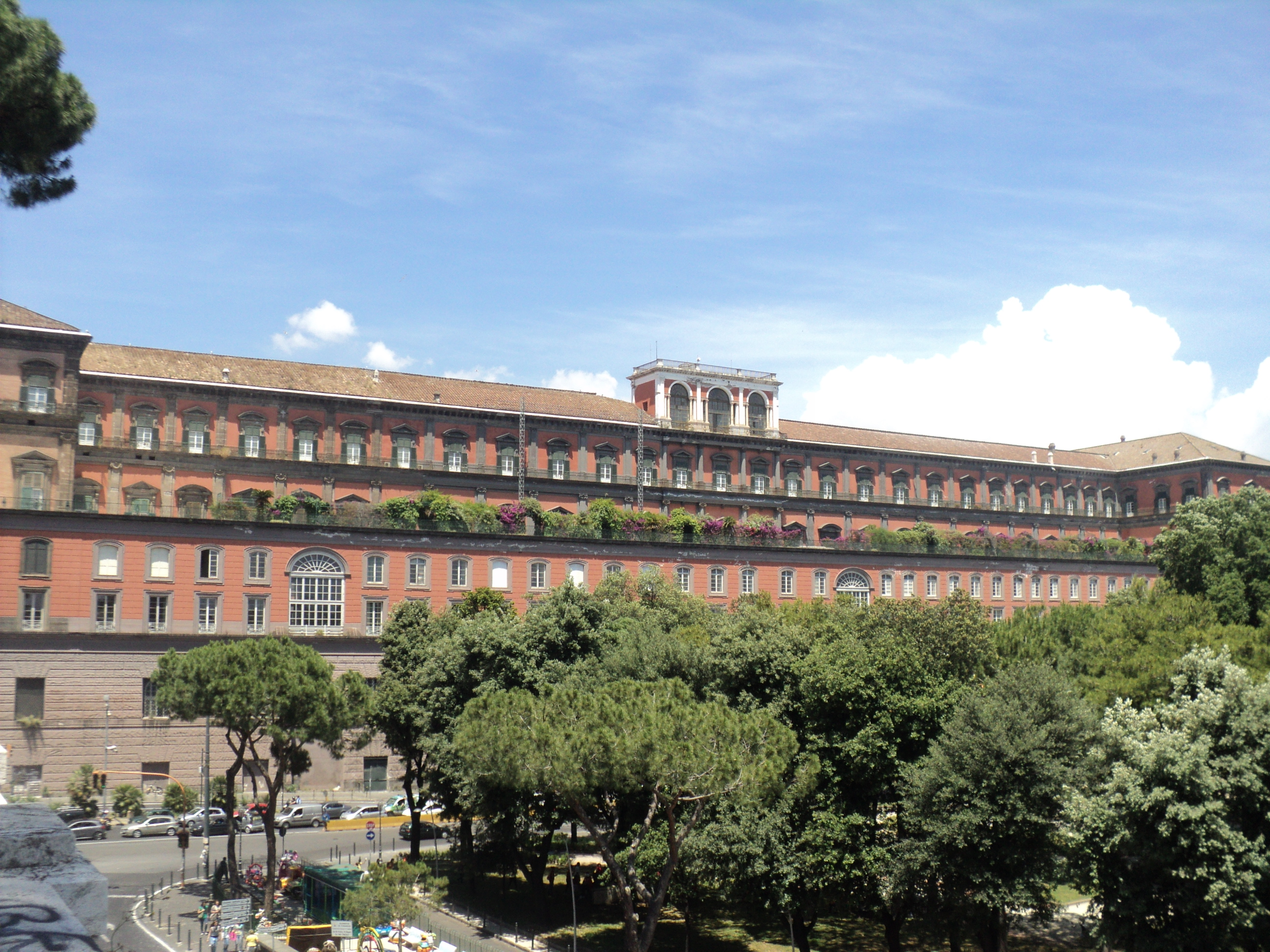
Voormalig koninklijk paleis van Napels, hier de Nationale Bibliotheek

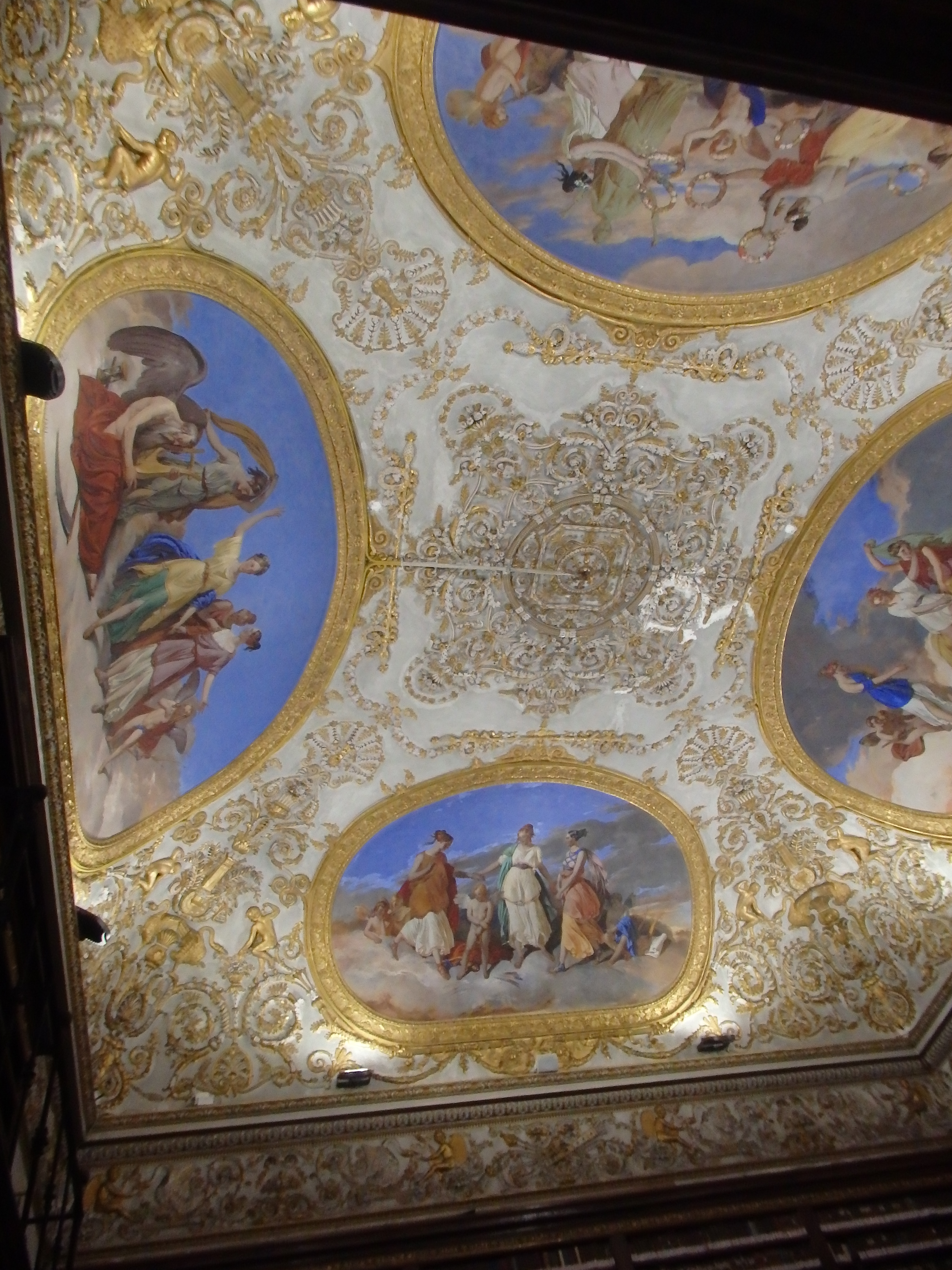
Binnenzicht Nationale Bibliotheek

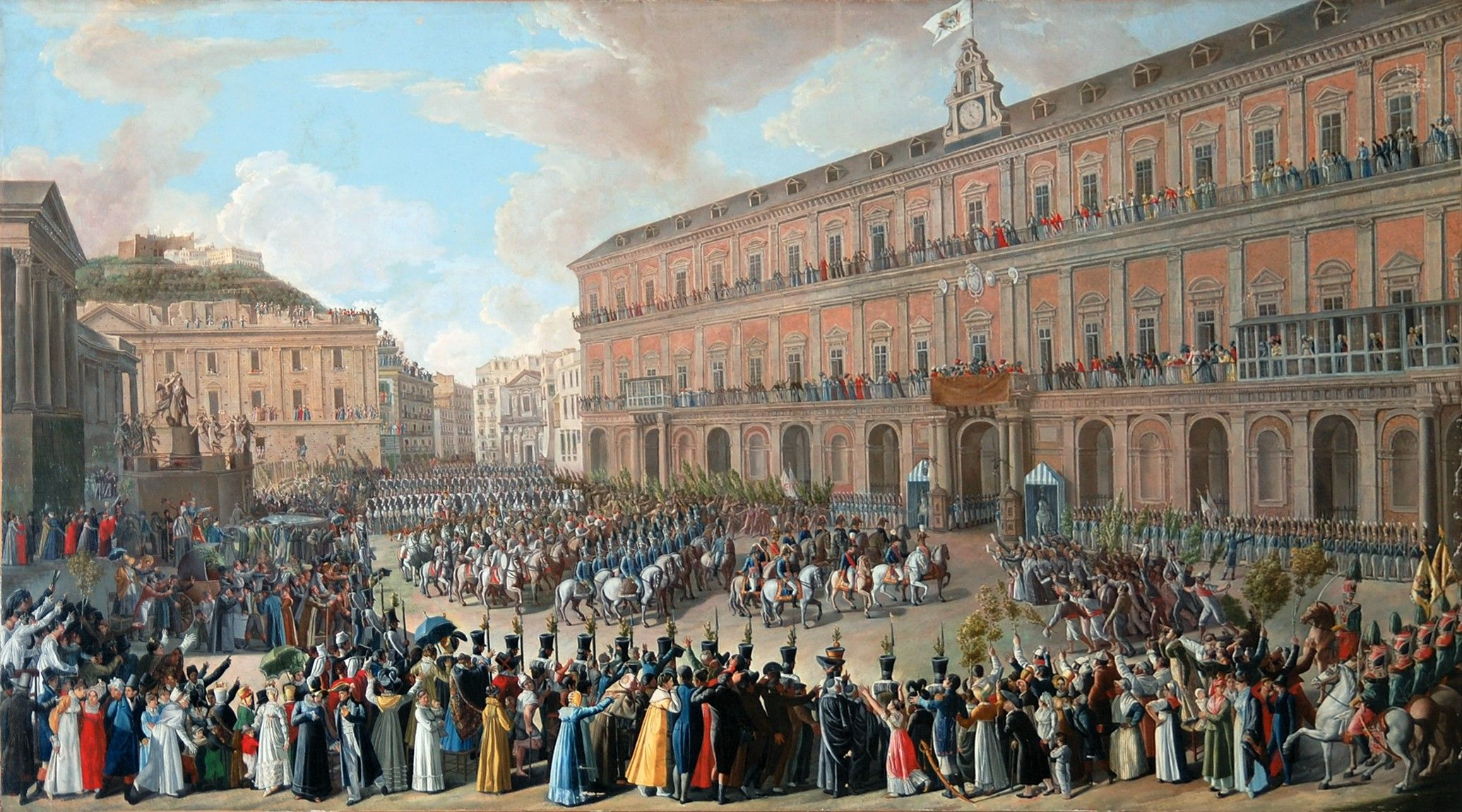
Terugkeer van de Bourbon-koning Ferdinand IV met Oostenrijkse troepen (1815)

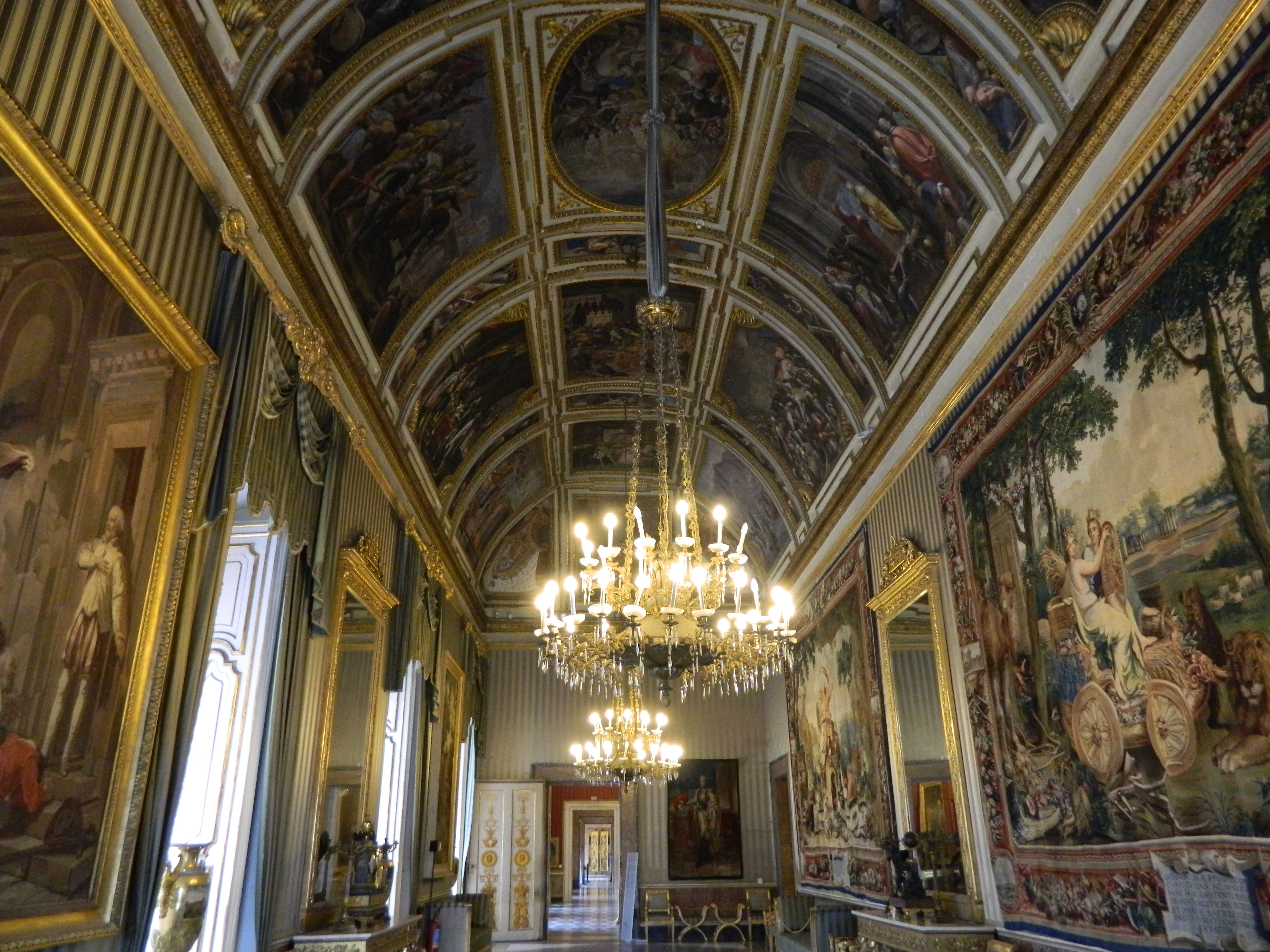
Antichambres (koninklijke appartementen)

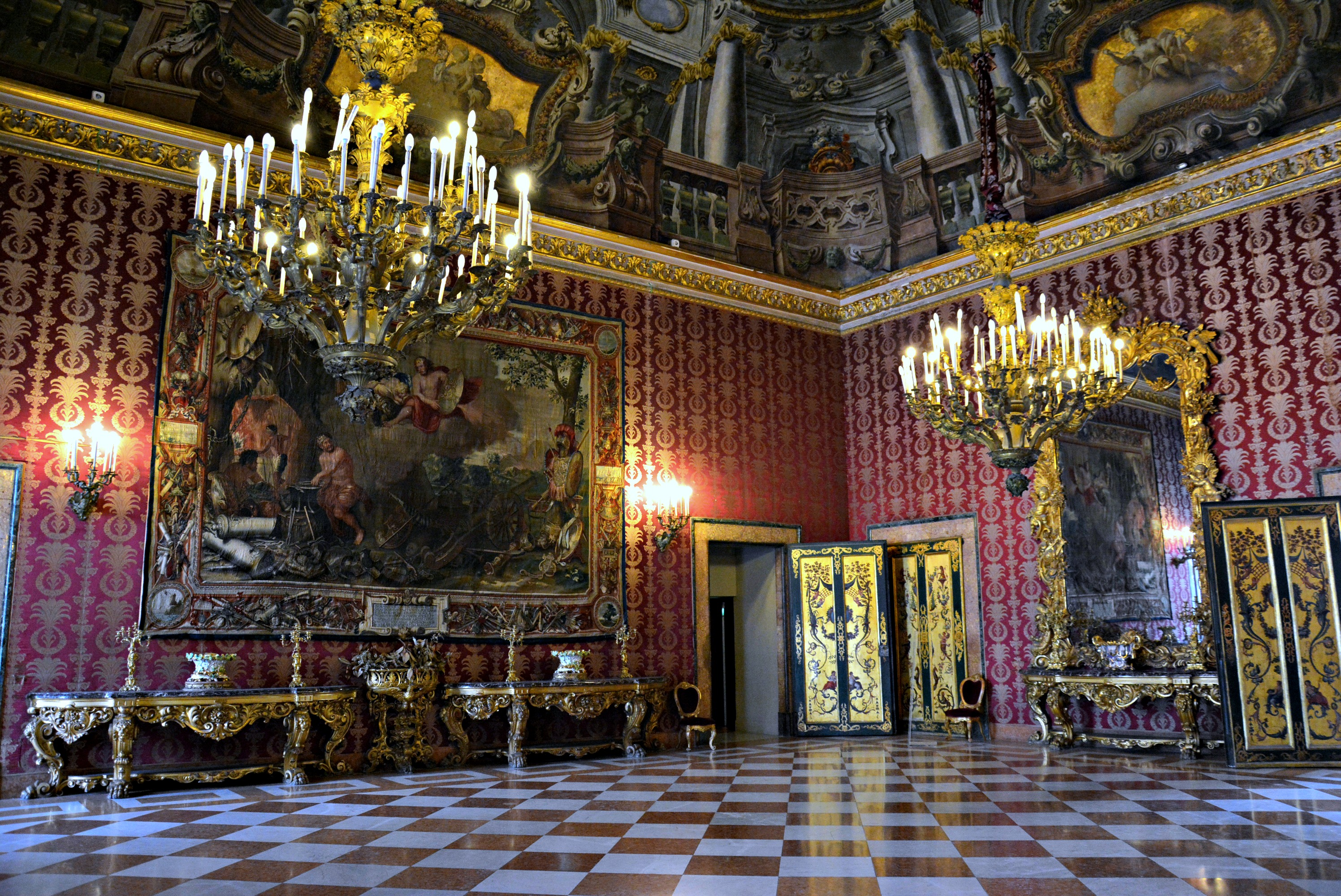
Zaal II (koninklijke appartementen)

Het koninklijk paleis (17e eeuw) van Napels bevindt zich in het centrum van de stad, aan de Piazza del Plebiscito, de Piazza del Municipio en de Piazza Trieste e Trento. Naast het paleis staat het Teatro San Carlo, dat ook ten dienste van het koninklijk hof stond. Het paleis was de residentie van achtereenvolgens de Spaanse vice-koningen (1600-1734), de koningen van het Huis Bourbon voor Napels en voor de Beide Siciliën (1734-1861) en van de koninklijke prinsen van het Huis Savoye (1861-1919) eenmaal Italië eengemaakt was. 
Sinds 1919 is het paleis een museum en een theater, het Teatrino di Corte - niet te verwarren met het grote Teatro San Carlo –, alsook de nationale bibliotheek Biblioteca Nazionale Vittorio Emanuele III is er gehuisvest. De tuin Giardino pensile del Palazzo Reale is een aparte toeristische bezienswaardigheid.

## Historiek

### Spaanse Habsburgers
Aan het koninklijk paleis werd een halve eeuw gewerkt, de eerste helft van de 17e eeuw. Koning Filips III, een Spaanse Habsburger, gaf het bevel in 1600 een koninklijk paleis voor hem te bouwen. Het koninkrijk Napels behoorde tot de Spaanse Kroon. De onderkoning Fernando Ruiz de Castro Andrade y Portugal en de onderkoningin Catalina de Zuniga y Sandoval waren diegenen die de bouw feitelijk startten. De beslissing viel tijdens een feestelijk onthaal van Filips III in Napels (1600). Het paleis moest een eerbetoon zijn aan Filips III. Filips III keerde nadien nooit terug naar Napels om de werken te volgen. De Spaanse vicekoningen betrokken al een paleis aan het plein, namelijk het Palazzo Vicereale Vecchio. Dit oud vicekoninklijk paleis werd in de loop van de 17e eeuw afgebroken. De Spaanse vicekoningen woonden namelijk zelf in het koninklijk paleis eenmaal de werken gevorderd waren en het gebouw bewoonbaar was. Het paleis stond aanvankelijk in een weinig bebouwde wijk van de stad. Op de plek van het paleis stond wel ooit, in de laat-Romeinse tijd, een villa.
De opvolger van Fernando Ruiz, Juan Alonso Pimentel de Herrera, zette de bouw verder. Meerdere architecten waren aan de slag op de bouwwerf. De bekendste was Domenico Fontana, een Zwitserse architect van barokke gebouwen. Van hem komt het centrale binnenplein van het paleizencomplex.

### Huis Bourbon
In 1735 besteeg Karel van Bourbon de troon als koning Karel VII van Napels (en van Sicilië). Hij liet het paleis vergroten. De glorietijd van het paleis vond plaats tijdens het bestuur van de Bourbon-koningen in de 18e eeuw. Aan de zijde van de Golf van Napels werd de residentie van de Maggiordomo Maggiore bijgebouwd, een functie te vergelijken met dat van hofmaarschalk. Aan de zijde van de Vesuvius verrees de residentie van de koninklijke prinsen. Zodoende kwamen er twee binnenpleinen bij, naast het centrale binnenplein dat verfraaid werd tot een eregalerij (Cortile d’Onore). De Bourbons verzorgden het interieur met nieuwe meubelen en laatbarokke versieringen. Verschillende pronkzalen werden ingericht, met marmeren vloeren en fresco’s aan de plafonds. Voor de fresco’s werden Domenico Antonio Vaccaro en Francesco De Mura aangeworven. De bestaande tuinen waren in de ogen van het Huis Bourbon te klein. Karel VII liet een groot terras aanleggen. Bustes, vazen en bloemperken versierden het terras. 
Toen de Bourbons tijdelijk verdreven werden door de Fransen, verbleef koning Jozef Bonaparte en nadien koning Joachim Murat in het paleis.
Na de val van Napoleon Bonaparte in de Slag bij Waterloo (1815), keerde koning Ferdinand IV van Bourbon terug als Ferdinand I der Beide Siciliën. Oostenrijkse troepen marcheerden met hem mee tot in zijn paleis in Napels. Zijn opvolger, Ferdinand II, liet voor een laatste maal het paleis verfraaien. Dit was nodig omdat een brand was uitgebroken in het appartement van de koningin-moeder. De architect Gaetano Genovese tekende voor een grote restauratie in neoclassicistische stijl (1838-1858). Genovese maakte tevens van de gelegenheid gebruik om een gietijzeren brug in het park te plaatsen, die een directe verbinding maakt met de koninklijke appartementen.

### Huis Savoye
Na de eenmaking van Italië onder het Huis Savoye, werd het paleis in Napels een van de koninklijke paleizen van de familie. Er woonde evenwel nooit een vorst. Het paleis was bestemd als residentie voor prinsen van koninklijken bloede. De latere koning Victor Emanuel III werd in het paleis geboren in het jaar 1869. Hij verbleef er enkele jaren van zijn jeugd.

### Bibliotheek en Museum
Vanaf 1919 was het paleis geen koninklijke residentie meer. Victor Emanuel III besliste dat zijn geboorteplek voortaan een museum moest worden en een nationale bibliotheek die zijn naam moest dragen. De Biblioteca Nazionale Vittorio Emanuele III neemt de meeste vleugels van het paleis in. De koninklijke appartementen werden omgevormd tot een museum, onder de naam Appartamento Reale. Het voormalige hoftheater Teatrino di Corte wordt gebruikt voor concerten. De paleistuinen met de terrastuin genoemd Giardino pensile del Palazzo Reale zijn eveneens te bezichtigen.
- Bibliothèque nationale de France: cb12213448t (data)
- Gemeinsame Normdatei: 4426500-1
- International Standard Name Identifier: 0000 0001 2201 1577
- Library of Congress Control Number: n79148204
- Nationale bibliotheek van Australië: 36516679
- Nationale Bibliotheek van Israël: 987007266388105171
- Système universitaire de documentation: 067149812
- Union List of Artist Names: 500213208
- Virtual International Authority File: 167998725